# Artediellus camchaticus
Artediellus camchaticus är en fiskart som beskrevs av Gilbert och Burke 1912. Artediellus camchaticus ingår i släktet Artediellus och familjen simpor. Inga underarter finns listade i Catalogue of Life.

## Bildgalleri

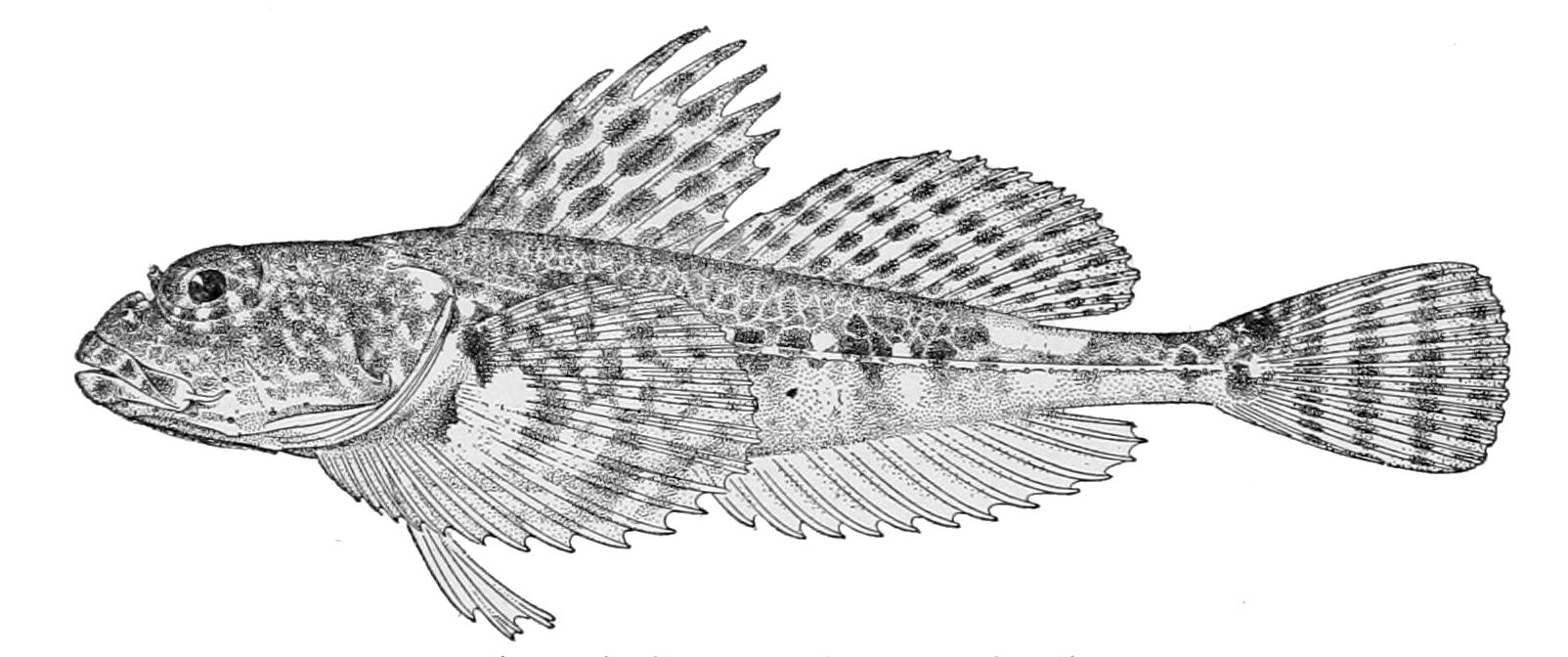